# Musikens makt (tidning)
Musikens makt  (MM) var en svensk tidskrift som utgavs åren 1973–1980. Avsikten var att verka i den svenska musikrörelsens anda, men tidningen blev snarare ett språkrör för denna rörelses starkt politiserade göteborgsgren. 

## Historik
Tidningen Musikens makt hade sitt ursprung i en stenciltidning i Vaxholm 1971, ett resultat av samarbetet mellan skivbolagen MNW och Silence genom deras gemensamma SAM-distribution. Först hette stenciltidningen "Auktoriserade rykten" och hade som syfte att presentera nyheter inom proggmusiken och stävja falska påståenden om verksamheten.  Efter förslag av Tore Berger bytte tidningen namn till Musikens makt 1972, vilket genererade notiser i dagspressen och ökade upplagan. På hösten kom radiojournalisterna Tommy Rander och Håkan Sandblad till Vaxholm och föreslog en professionell redaktion i Göteborg för Musikens makt, med syfte att utge en månadstidning för den samlade musikrörelsen. Förslaget godtogs.
Det första numret av Musikens makt som gjordes av göteborgsredaktionen kom 1973. Framför allt Tommy Rander och Håkan Sandblad stod för texterna. Tecknade gjorde bland andra Kaianders Sempler som även var ansvarig utgivare de första åren, och de första två numren av tidningen redigerades i hans sovrum. Därefter flyttade redaktionen in i en lokal på Husargatan i Haga. En särskild Stockholmsredaktion inrättades också i Vaxholm, där tidningen till en början trycktes.

### Programförklaring
I det första numret som kom ut i juni 1973 fanns en klar programförklaring:
"Maktens musik, Svensktoppens och hitlistornas eländiga dravel bygger upp en skog av fördomar och söver ner oss till passiva konsumenter. Med musikens makt ska vi gå till strid för en levande progressiv musikkultur. En musik som aktiverar oss. Ger uttryck för oss själva och den tid vi lever i."